# María Aurora
María Aurora (Bayan ng Maria Aurora) es un municipio filipino de segunda categoría, situado en la isla de Luzón. Según el censo de 2020, tiene una población de 44 958 habitantes.
Forma parte de la provincia de Aurora, situada en la Región Administrativa de Luzón Central, también denominada Región III.

## Geografía
Se trata del municipio más poblado de esta provincia, a pesar de ser el único interior, en gran parte montañoso.
El barrio conocido como Villa Aurora se encuentra justo al lado del parque nacional de Aurora (Aurora Memorial National Park), que comprende ambos márgenes de la Carretera Baler-Bongabón y los bosques de la Sierra Madre.
Linda al norte con la provincia de Nueva Vizcaya, municipio de Alfonso Castañeda; al sur con el de San Luis del Príncipe; al este con Baler, la capital provincial; y a oeste con la provincia de Nueva Écija, municipios de Bongabón y de Gabaldón.
Tiene una extensión superficial de 426.19 km². 

### Barangayes
El municipio de María Aurora se divide, a los efectos administrativos, en 40 barangayes o barrios, conforme a la siguiente relación:
| - Alcalá - Bagtu - Bangco - Bannawag - Barangay I (Población) - Barangay II (Población) - Barangay III (Población) - Barangay IV (Población) | - Baubo - Bayanihán - Bazal - Cabituculán del Este - Cabituculán del Oeste - Debucao - Decoliat - Detailén - Diaatáan - Diamán | - Dianawán - Dikildit - Dimanpudso - Diome - Estonilo - Florida - Galintuja - Cadayacán - Malasán - Ponglo - Quirino | - Ramada - San Joaquín - San José - San Leonardo - Santa Lucía - Santo Tomás - Suguit - Villa Aurora - Wenceslao - San Juan |  |

## Historia
El nombre del municipio recuerda a María Aurora Aragón Quezón, hija del primer matrimonio formado por el que fuera presidente filipino Manuel Quezón y su esposa Aurora Quezón. Fue creado el 21 de julio de 1949 con terrenos segregados de los municipios de Baler y de Infanta.

## Lugares de interés

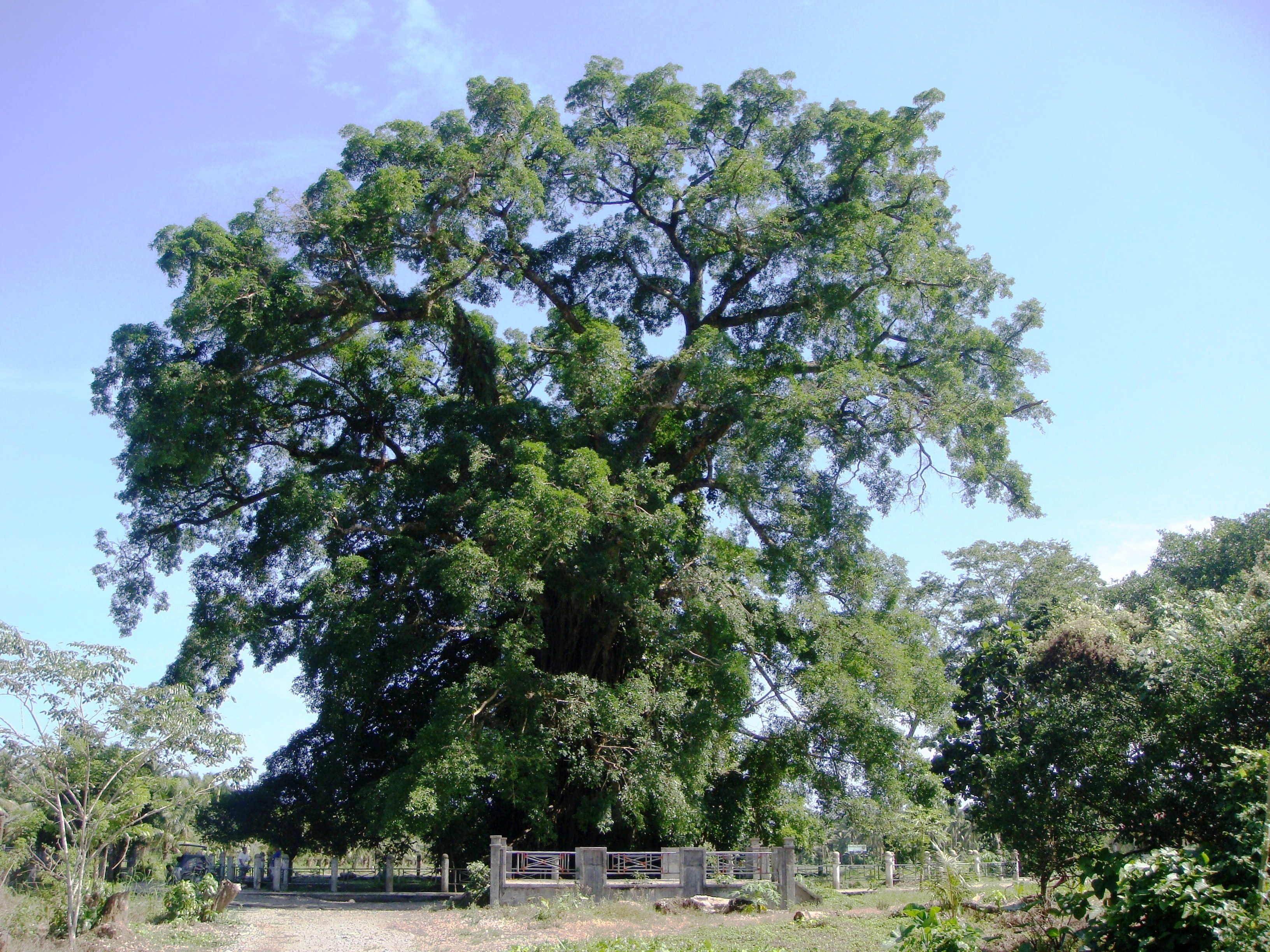
Árbol del Milenio.

- Balete Park y Árbol del Milenio, donde se encuentra el milenario árbol ficus (también conocido como Balite o Baliti), el más grande de Asia. Con sus 60 metros de alto, a raíces de 10 metros y 15 metros de diámetro, se necesitarían 60 hombres adultos con el brazo extendido para rodear su tronco. Es posible para las personas adultas meterse en el centro de su red de raíz.[7]